# Col·legi de les Teresianes (Barcelona)
|  | Per a altres significats, vegeu «Col·legi de les Teresianes (desambiguació)». |

El Col·legi de les Teresianes o Santa Teresa-Ganduxer és un edifici situat al carrer de Ganduxer del barri de les Tres Torres de Barcelona, declarat bé cultural d'interès nacional.

## Història

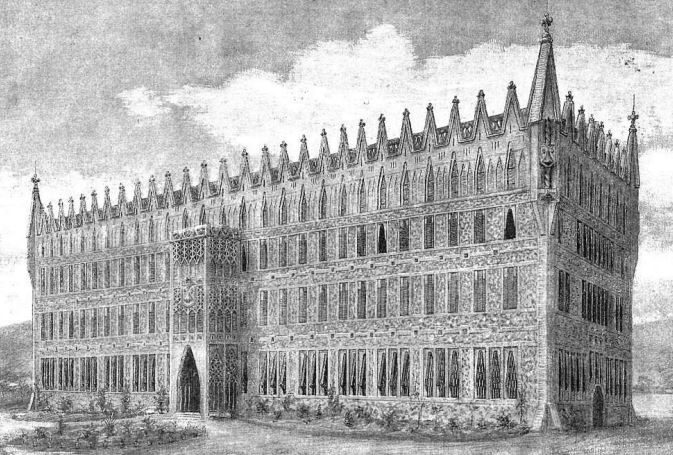
Col·legi de les Teresianes el 1890

El 1876, Enric d'Ossó fundà a Tarragona la Companyia de Santa Teresa de Jesús, que el 1886 s'instal·là al carrer de Sant Elies, 4 de Sant Gervasi de Cassoles. La casa funcionava com a col·legi internat, noviciat i seu provincial en règim de lloguer, però aviat es veié la insuficiència del local i es compraren els terrenys actuals, llavors de fàcil accés per trobar-se prop del ferrocarril de Barcelona a Sarrià. La construcció s'inicià el 1887 sota la direcció de l'arquitecte Joan Baptista Pons i Trabal, però el 1888 Ossó encarregà el projecte a Antoni Gaudí, que ja havia adquirit gran renom com a arquitecte i com a persona devota, raó per la qual es decantà per ell.
Del projecte inicial de Pons i Trabal s'havien dut a terme tan sols els fonaments, i Gaudí seguí la voluntat de l'orde de reflectir austeritat en l'edifici, en compliment del vot de pobresa de l'orde religiós; projectà un edifici sobri, realitzat en maó vist, i utilitzant l'argument que no era un material car, i que no hi havia gran diferència de costos a col·locar les peces d'una manera o una altra, hi fou creant elements decoratius on li fou possible, tant a l'exterior com a l'interior. També incorporà a la façana reixes de ferro forjat, un dels seus materials favorits, i la coronà amb un conjunt de merlets que suggereixen un castell, possible al·lusió a l'obra de santa Teresa El castell interior. Les obres es van perllongar del 1888 al 1889.
El 1908, Gaudí hi projectà una capella que no arribà a realitzar-se per desacords amb la superiora del convent; l'actual, d'estil neogòtic, és obra de Gabriel Borrell i Cardona.

## Descripció
És un edifici de planta rectangular allargada amb un eix longitudinal de comunicació, format per arcs parabòlics, i quatre pisos d'alçada (planta baixa i tres pisos), fet bàsicament de pedra i maó vist. Als angles de la façana, figuren uns pinacles de maó amb una columna helicoidal culminada amb la creu de quatre braços, típica de les obres de Gaudí, i amb uns escuts de ceràmica amb diversos símbols definitoris de l'orde teresià: el mont Carmel coronat per la creu, el cor de la Verge coronat per espines i el de santa Teresa travessat per una fletxa.
Gairebé totes les obertures tenen forma propera a l'arc parabòlic. A la planta baixa fomen una galeria d'arcs seguits. Als pisos primer i segon, els arcs queden inscrits en un rectangle. Al darrer pis, una successió d'arcuacions (alternant obertures reals amb arcs cecs) formen un gran fris que corona el conjunt, al qual se superposa la barana del terrat que es combina amb una mena de merlets de forma triangular i pinacles amb creus de quatre braços als angles.
En un dels costats llargs hi ha un petit porxo de forma propera al quadrat, que s'eleva dos pisos més formant miradors, tancats amb gelosies de maó amb petits cercles ceràmics de colors. La porta d'entrada d'aquest porxo, formada per un arc parabòlic, té una reixa de ferro forjat, que està en la línia de la porta del drac dels pavellons Güell, per bé que el seu disseny és més simple.
L'escut de l'orde apareix en diversos indrets. En canvi, no hi ha pràcticament elements ornamentals, sinó solucions constructives.
A l'interior, hi ha un passadís que és famós per la successió d'arcs parabòlics que conté. Aquests arcs de línies elegants no són merament decoratius, sinó que tenen la funció de sostenir el sostre i la planta superior. Gaudí utilitzà l'arc en paràbola com a element constructiu idoni, capaç de sostenir pesos elevats mitjançant perfils poc grossos.
L'edifici de les teresianes esdevé, doncs, una de les obres més coherents de Gaudí, en la qual, interior i exterior formen una unitat.
El jardí també va ser dissenyat per Gaudí. Es conserva encara una part del jardí històric. Es tracta d'una cova capella, construïda amb rocs i materials sobrers, que allotja la Mare de Déu de Montserrat, i al costat una rampa esglaonada que s'enfila fent giragonses fins a una placeta coronada amb xiprers i un banc de pedra circular.

## Galeria d'imatges

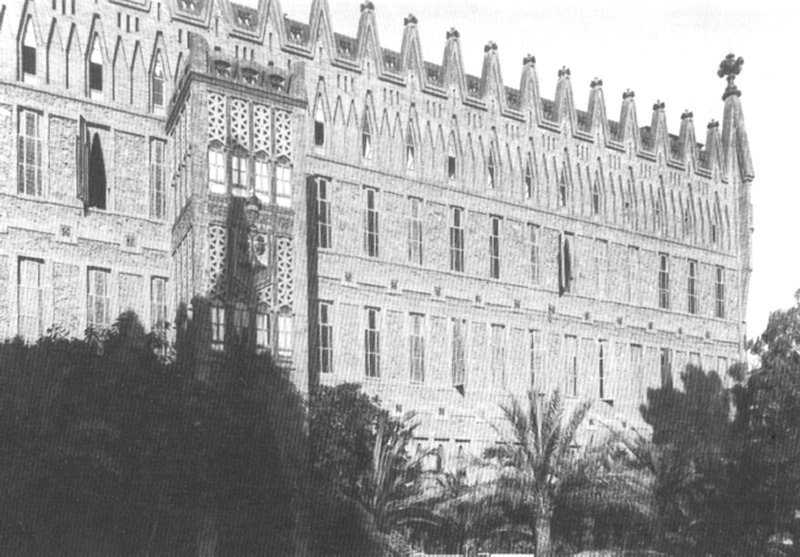
Imatge del 1888
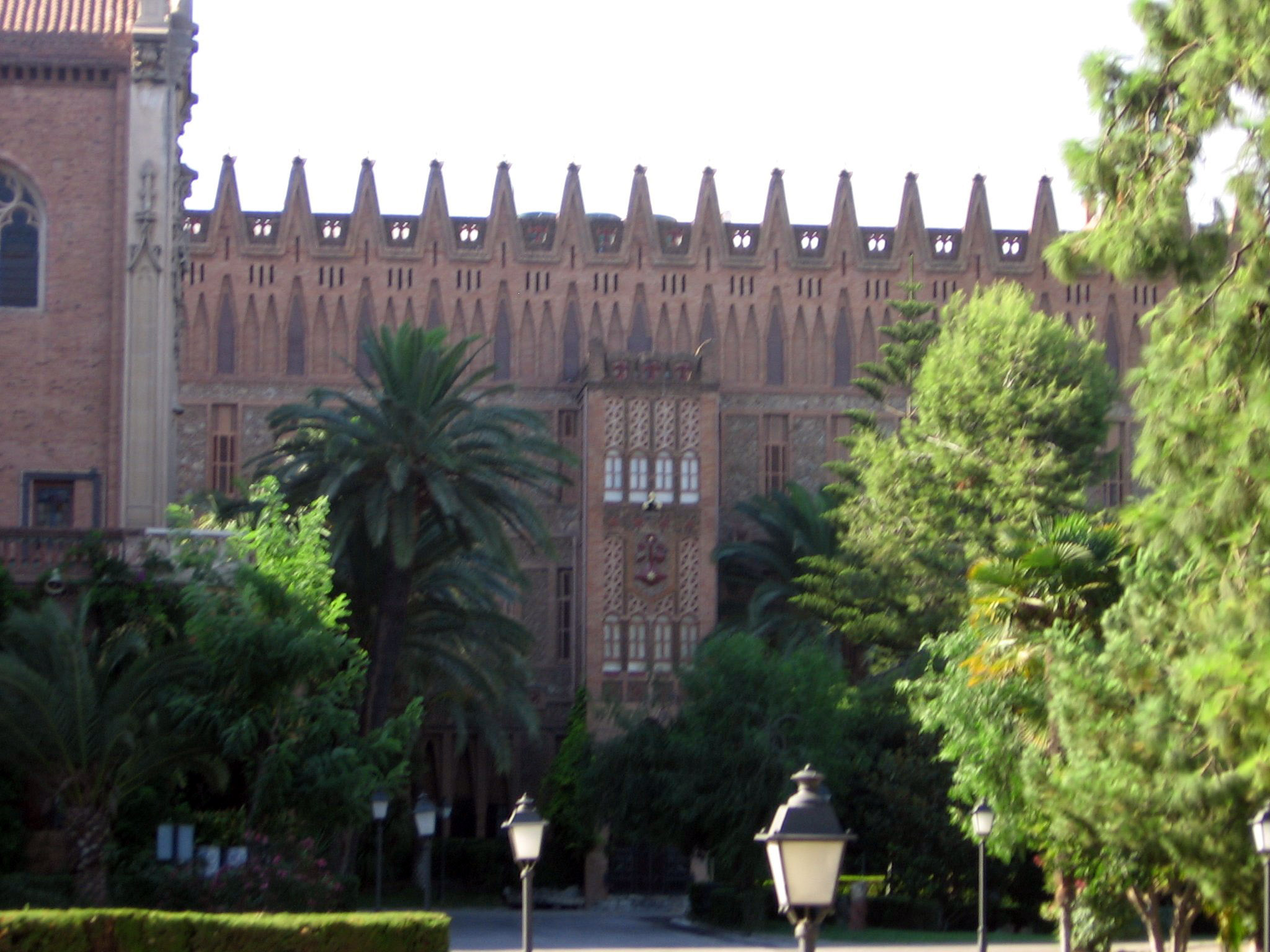
Façana principal del col·legi
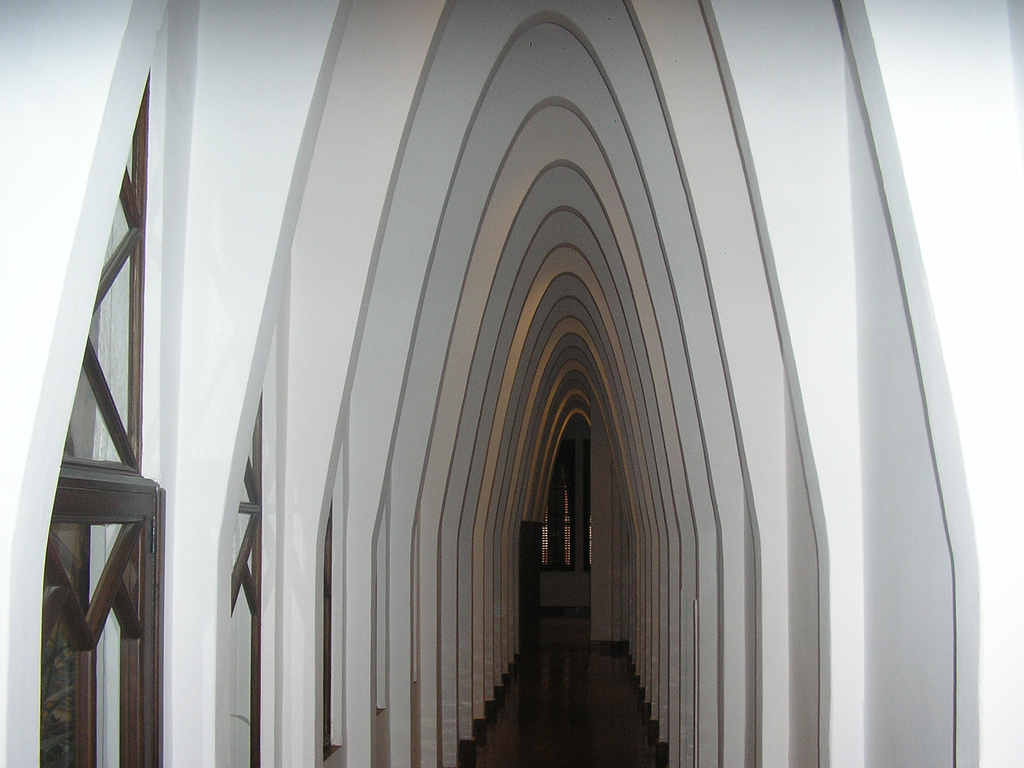
Arcs parabòlics
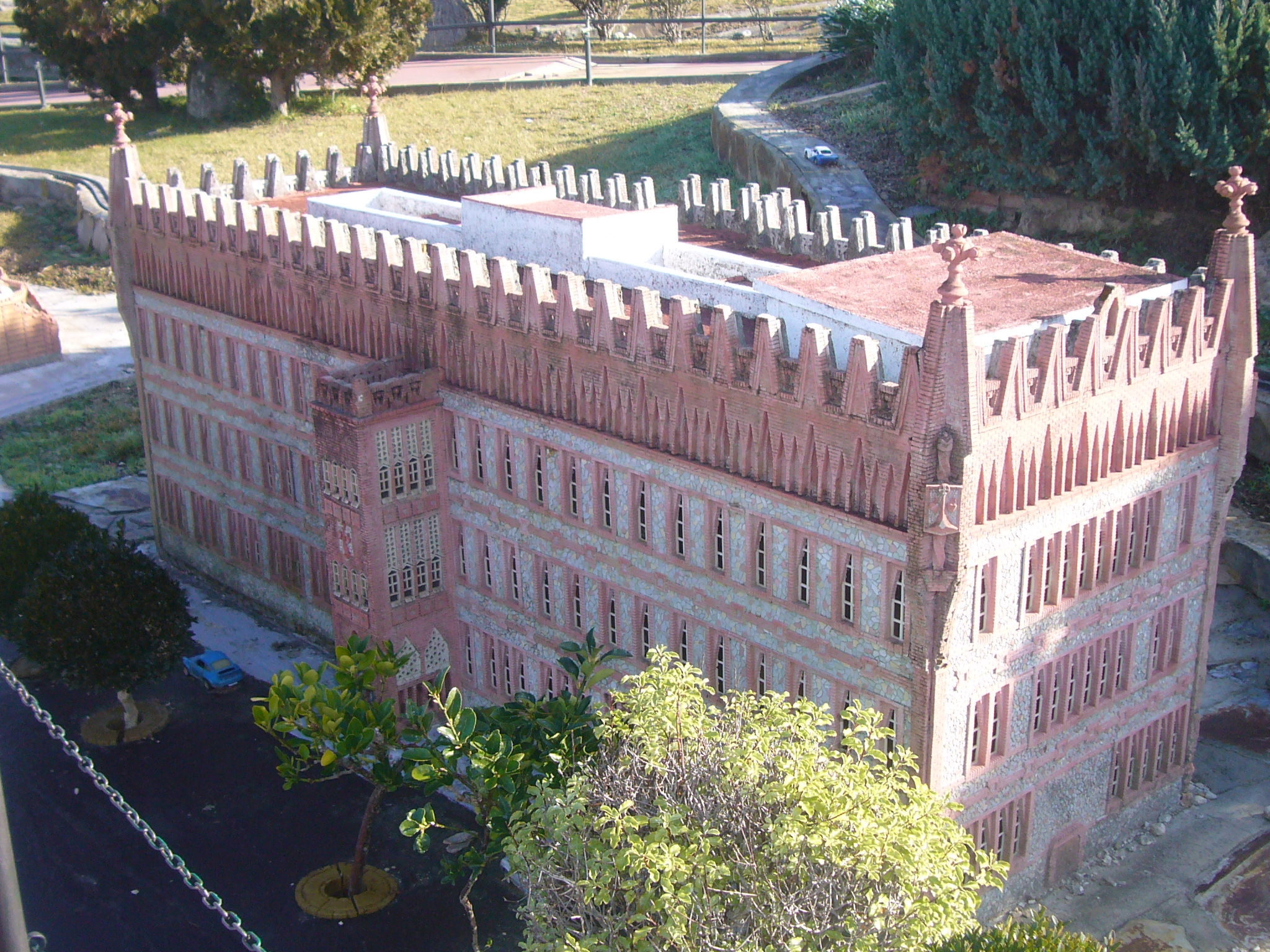
Maqueta de l'edifici a Catalunya en Miniatura